# POCC
 (janvier 2018).
Si vous disposez d'ouvrages ou d'articles de référence ou si vous connaissez des sites web de qualité traitant du thème abordé ici, merci de compléter l'article en donnant les références utiles à sa vérifiabilité et en les liant à la section « Notes et références ».

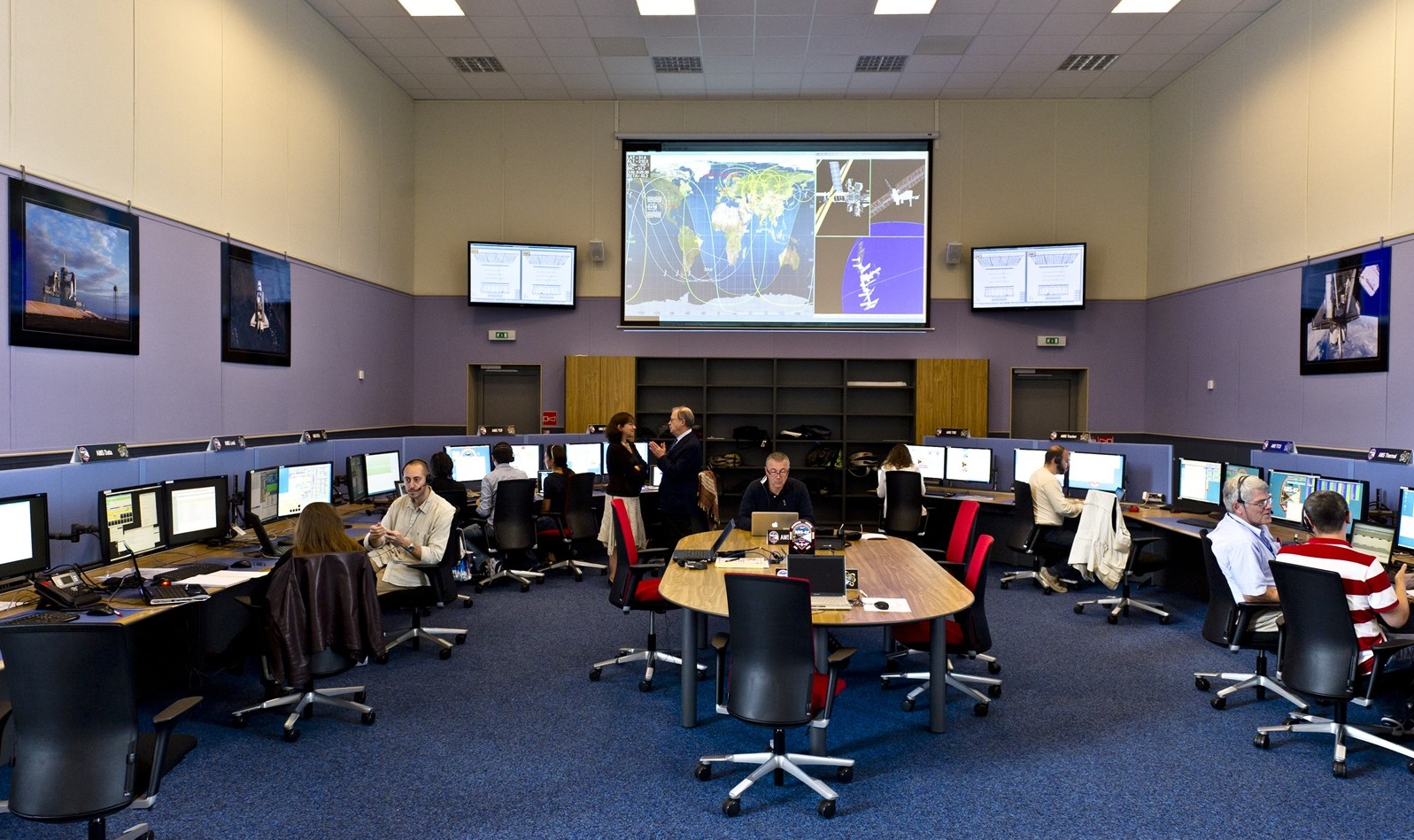
POCC au CERN.

Un Payload Operations and Control Center (POCC) est un centre de contrôle des opérations de charge utile.
De tels centres sont situés dans des bâtiments dédiés spécifiquement à une ou des missions spatiales. Certaines sont indépendantes du NASA Goddard Space Flight Center (GSFC), comme SoHO, et d'autres sont pilotées ailleurs qu'au GSFC, comme Swift. Le matériel situé dans ces centres de contrôle prend en charge toutes les données, s'occupe d'envoyer les commandes aux vaisseaux et communique avec les autres stations de poursuite. Les commandes envoyées aux expériences à bord, ainsi que la télémétrie, le contrôle de la charge utile le sont depuis ces bâtiments.
Le POCC dirige régulièrement au CERN à Meyrin, la Station spatiale internationale et le spectromètre magnétique Alpha qui est une expérience d'étude du rayonnement cosmique au-delà de 109 eV. Quand il s'agit de « passer des commandes » directement sur l'ISS. Les protocoles NASA sont compliqués à gérer, ce qui demande des employés très qualifiés.